# Eric Staller

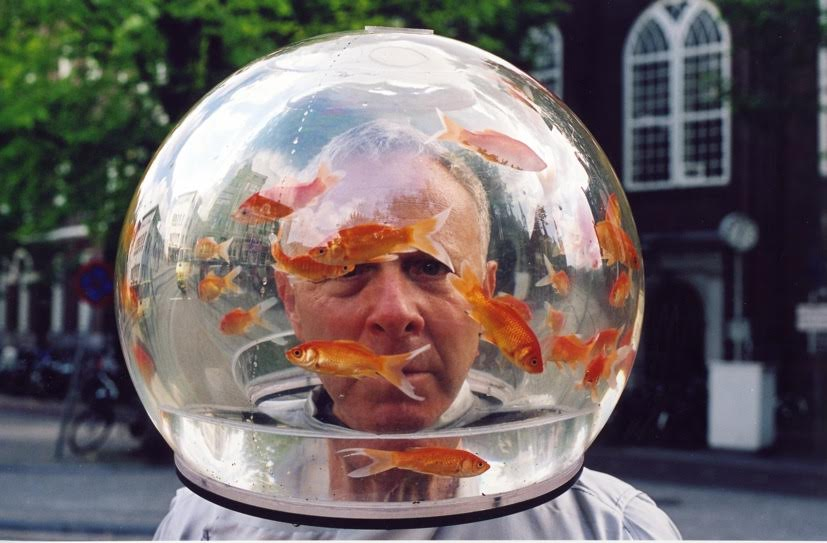
Eric Staller

Eric Staller, nascido em 1947, é um artista e inventor americano.

## Biografia
Staller cresceu em Nova York e estudou arquitetura na Universidade de Michigan. Em 1971, estabeleceu-se em Nova York, onde inicialmente expôs suas obras em galerias e museus, ganhando comissões para grandes projetos de arte pública nos Estados Unidos e no Japão.
Seus trabalhos mais conhecidos incluem suas esculturas e instalações de luz, incluindo o "Lightmobile" (1980), um Fusca decorado com 1.659 lâmpadas controladas por computador e "OVNIs urbanos" de 1985.
Em 1994 ele mudou-se para Amsterdã, onde criou o " ConferenceBike” e em 2010 mudou-se para São Francisco.

### Outros artigos
- Fisiograma
- Arte contemporânea